# Шарль Глейр
Марк Габріель Шарль Глейр (фр. Marc Gabriel Charles Gleyre; 2 травня 1806 — 5 травня 1874) — швейцарський художник і педагог, представник академізму.

## Біографія
Народився в Шевії (Швейцарія) 2 травня 1806 року. Осиротівши восьми чи дев'яти років від народження, Шарль Глейр був відвезений дядьком у Ліон і відданий у фабричну школу. У середині 1820-х років він прибув до Парижа і кілька років посилено вивчав живопис у майстерні Луї Ерсана, потім майже на десять років залишив Францію (1828). Кілька років Глейр провів в Італії, де розвинув свій здібності вивченням і копіюванням творів старовинних майстрів, а також писанням етюдів з натури. В Італії він зблизився, зокрема, з Орасом Верне та Луї Леопольдом Робером, а потім вирушив до Греції і далі на схід, побувавши в Єгипті, Лівані, Сирії. Природа і народний побут цих країн доставили йому багатий запас матеріалів наступних його картин.
Повернувшись до Парижа в 1834 році, він незабаром став відомим і зайняв чільне місце серед представників романтично-ідеального напряму у французькому живописі. У своїх картинах відтворював народні сцени, типи та костюми відвіданих ним країн; писав також пейзажі, міфологічні, історичні та релігійні сюжети, іноді портрети. Перша його картина, яка привернула увагу, з'явилася в 1840 році («Відіння святого Іоанна»). За нею пішов «Вечір» (1843) — масштабна алегорія, що отримала срібну медаль на Паризькій виставці і відома надалі під назвою «Втрачені ілюзії».
Незважаючи на певний успіх, Глейр мало брав участь надалі у конкурсних виставках. Він вирізнявся винятковою вимогливістю до себе, працював над картинами довго, проте залишив загалом, згідно з посмертним каталогом, 683 роботи — включаючи етюди та малюнки, серед яких, зокрема, портрет Гейне, використаний для гравюри в журналі «Revue des Deux Mondes» (квітень 1852). Серед найбільш значних робіт у спадщині Глейра — картини «Земний рай» (про яку захоплено відгукувався Іполіт Тен), «Потоп», «Одіссей і Навсикая», «Блудний син» та інші полотна на античні та біблійні сюжети.
Глейр також був відомий як педагог. У 1840-х років Поль Деларош передав йому своїх учнів. У студії Глейра в різні часи займалися Сіслей, Ренуар, Моне, Вістлер, Піку, Ґенц та інші видатні художники.